# Mario Medina Rojas
Mario Medina Rojas (Cidade do México, 2 de setembro de 1952) é um ex-futebolista mexicano que atuava como atacante.

## Carreira
Mario Medina fez parte do elenco da Seleção Mexicana de Futebol, na Copa do Mundo de  1978. 